# Реки Крыма

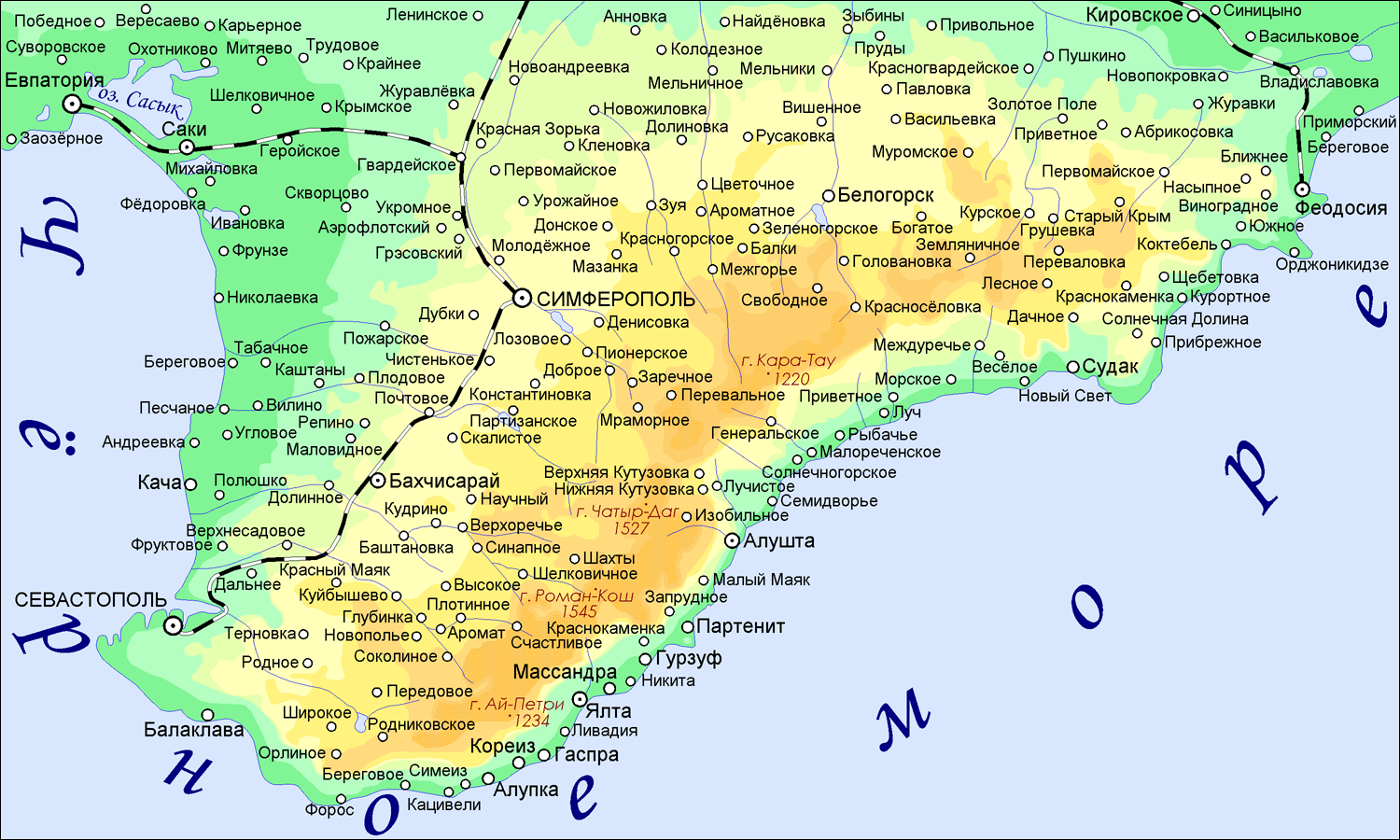
Практически все постоянные водостоки Крыма берут начало в Крымских горах

Речная сеть Крыма отличается небольшими показателями плотности и водности из-за достаточно засушливого климата полуострова. Всего на территории Крыма насчитывается 1657 постоянных и временных водотоков общей длиной 5996 км. Из них только несколько сотен имеют статус рек (283 реки в Республике Крым, общей протяженностью 4021,2 км). Остальные представляют собой балки или сухие русла, так называемые крымские сухоречья, заполняющиеся водой во время ливней и таяния снега. Большая часть крымских рек имеет длину менее 10 км. По подсчетам Укргипроводхоза (1971 г.), среднемноголетний сток рек Крыма составляет порядка 583,3 миллиона м³ воды в год. При этом водотоки степного и предгорного Крыма дают 305,8 миллиона, а Южного берега — 177,5 миллиона м³.

## Типология
Крымские реки очень отличаются от континентальных. Б. Д. Зайкова относит их к особой категории рек с паводочным режимом крымского подтипа: паводки здесь наблюдаются преимущественно в зимне-весенний период, дающий до 80 % поверхностного стока. Самый маловодный месяц в Крыму — сентябрь.

## Характеристика
Самой длинной рекой полуострова является Салгир, имеющий длину 232 км, из которых, однако, почти половина не заполняется водой постоянно. Речная сеть развита на полуострове крайне неравномерно из-за неравномерного распределения осадков и возвышенных регионов. Самые многоводные реки протекают в юго-западном Крыму, поскольку именно здесь имеются участки обильного предгорного увлажнения. В зависимости от направления стока поверхностных вод принято деление рек Крыма на три группы: реки северо-западных склонов Крымских гор, реки Южного берега Крыма, реки северных и северо-восточных склонов Крымских гор. В ряде регионов, например на Керченском полуострове, в Северном и Западном Крыму постоянные водотоки отсутствуют. В советское время на большинстве постоянных водотоков появились водохранилища. В целом, речной сток Крыма обеспечивает лишь 15 % общего объёма годового потребления пресной воды на полуострове. Впрочем, воды Северо-Крымского канала, обеспечивавшие до перекрытия Украиной в 2014 до 80 % потребления, расходовались в первую очередь на нужды сельского хозяйства, а речные воды — на бытовые нужды. В настоящее время поливное растениеводство в Крыму резко сократилось. Все реки полуострова принадлежат бассейну Атлантического океана. Большая часть из них впадает в Чёрное или Азовское моря (Сиваш). Во второй половине XX века большая часть рек бассейна Сиваша в низовьях пересыхает или питается водой СКК.

## Районирование
При этом на самих горных плато (яйлах) рек нет, так как осадки просачиваются в карстообразные провалы. Относительно небольшая высота Крымских гор (1200—1500) препятствует формированую ледников, поэтому питание рек Крыма имеет только снеговой, дождевой и подземный характер. В результате наблюдаются весеннее половодье и межень большую часть года. На горных речках возможны ливневые паводки в любое время года.

### Реки северо-западных склонов Крымских гор
- Западный Булганак
- Альма
  - Бодрак
  - Коса
- Кача
  - Чюрюк-Су
  - Стиля
  - Марта
- Бельбек
  - Коккозка
  - Быстрянка
- Чёрная
  - Айтодорка
  - Байдар
  - Бага
  - Сухая речка
  - Узунджа

### Салгир и его притоки
- Салгир
- Ангара
- Кызылкобинка
- Тавель
- Курча
- Малый Салгир
  - Абдалка
- Бештерек
- Зуя
- Бурульча
- Биюк-Карасу
- Кучук-Карасу
- Славянка

### Реки Южного берега Крыма
Между мысом Сарыч и мысом Святого Ильи в Чёрное море впадают 64 речки, длины которых менее 5 км, но в сумме более 100 км. За редким исключениями, реки Южнобережья маловодны и в летне-осенний период пересыхают, особенно в более засушливой юго-западной части. Тем не менее, из-за горного рельефа все они селеопасны в период ливней.
- Хаста-Баш
- Учан-Су
- Суук-Су
- Камака-Дере (Артек)
- Дерекойка
- Авунда
- Путамиш
- Аян-Узень
- Ла-Илья
- Улу-Узень
- Демерджи
- Восточный Улу-Узень
- Орта-Узень
- Андус
- Алачук
- Ускут
- Арпат
- Шелен
- Ворон
- Судак
- Отуз
- Байбуга

### Реки бассейна южного Сиваша
- Чорох-Су
- Субаш
- Сухой Индол
- Мокрый Индол
- Восточный Булганак
- Суджилка

### Реки Северного Крыма
- Чатырлык
- Победная
- Мирновка
- Зелёная
- Целинная (река)
- Самарчик
- Стальная
- Воронцовка

### Реки Керченского полуострова
- Кой-Асан
- Али-Бай
- Самарли
- Мелек-Чесме с правым притоком Биэль и левым Катерлез
- Чурбашская
- Тобе-Чокрак
- Ичкин-Джилга
- Джапар-Берды

## Водопады
Основная статья — Водопады Крыма
- Водопад Головкинского
- Джур-Джур
- Учан-Су (водопад)
- Водопад реки Сотера (Алака) — водопад «Гейзер» (см. Алака)
- Арпатский водопад
- Джурла
- Водопад Козырёк
- Кучук-Карасинский водопад — см. река Кучук-Карасу
- Серебряные струи (водопад) (Серебряный водопад)
- Суатхан
- Су-Учхан — на реке Кизилкобинка